# Bailleul (Orne)
Bailleul – miejscowość i gmina we Francji, w regionie Normandia, w departamencie Orne.
Według danych na rok 1990 gminę zamieszkiwało 558 osób, a gęstość zaludnienia wynosiła 33 osoby/km² (wśród 1815 gmin Dolnej Normandii Bailleul plasuje się na 401. miejscu pod względem liczby ludności, natomiast pod względem powierzchni na miejscu 176.).